# Kokoda Front Line
Pour plus de détails, voir Fiche technique et Distribution.
Kokoda Front Line est un film documentaire australien, réalisé par Ken G. Hall et sorti en 1942.
C'est le premier film australien à avoir remporté un Oscar.

## Synopsis
Ce documentaire raconte l'histoire de la campagne de la piste Kokoda, une série d'actions militaires ayant opposé le Japon et l'Australie, aidée de porteurs Papous, le long de la piste Kokoda durant la campagne de Nouvelle-Guinée lors de la guerre du Pacifique, et qui s'est conclu par la victoire de l'Australie.

## Fiche technique
- Réalisation : Ken G. Hall
- Photographie : Damien Parer (en)
- Montage : Terry Banks
- Production :  Australian News & Information Bureau, Cinesound Productions Limited
- Narrateur : Peter Bathurst
- Lieu de tournage : Papouasie-Nouvelle-Guinée
- Durée : 9 minutes[1] ou 16 minutes dans la version complète[2]
- Date de sortie : 18 septembre 1942

## Distinctions
- 1943 : Oscar du meilleur film documentaire (ex-æquo avec trois autres films)[3].